# Magyarország a 2025-ös cselgáncs-világbajnokságon
Magyarország a Budapesten megrendezett 2025-ös cselgáncs-világbajnokság egyik részt vevő nemzete, 21 sportolóval képviseltette magát.

## Érmesek
| Érem  | Versenyző     | Versenyszám | Dátum      |
| ----- | ------------- | ----------- | ---------- |
| Bronz | Gyertyás Róza | 52 kg       | június 14. |

## Eredmények

### Férfi
| Versenyző      | Versenyszám | Selejtező                                             | 32-es főtábla                                                  | Nyolcaddöntő                                  | Negyeddöntő                                            | Elődöntő          | Vigaszág elődöntő                               | Bronz- mérkőzés                                             | Döntő             | Helyezés |
| Versenyző      | Versenyszám | Ellenfél Eredmény                                     | Ellenfél Eredmény                                              | Ellenfél Eredmény                             | Ellenfél Eredmény                                      | Ellenfél Eredmény | Ellenfél Eredmény                               | Ellenfél Eredmény                                           | Ellenfél Eredmény | Helyezés |
| -------------- | ----------- | ----------------------------------------------------- | -------------------------------------------------------------- | --------------------------------------------- | ------------------------------------------------------ | ----------------- | ----------------------------------------------- | ----------------------------------------------------------- | ----------------- | -------- |
| Feczkó Csanád  | 60 kg       | erőnyerő                                              | Youssry Samy · Egyiptom · 100(1)–000(1)                        | Luka Mkheidze · Franciaország · 100(2)–000(1) | Romain Valadier-Picard · Franciaország · 000(0)–022(0) |                   | Kazirbekiin Yolk · Mongólia · 000(1)–001(1)     | kiesett                                                     |                   | 7.       |
| Andrási Márton | 60 kg       | erőnyerő                                              | James Zahra · Málta · 100(0)–000(1)                            | Giorgi Sardalashvili · Grúzia · 001(1)–000(0) | Michel Augusto · Brazília · 000(0)–001(0)              |                   | Magzhan Shamshadin · Kazahsztán · 001(0)–000(1) | Ajub Blijev · Nemzetközi Cselgáncsszövetség · 000(1)–100(0) |                   | 5.       |
| Pongrácz Bence | 66 kg       | Csang Haj-jang (Zhang Haiyang) · Kína · 100(0)–000(0) | Murad Csopanov · Nemzetközi Cselgáncsszövetség · 001(1)–011(0) | kiesett                                       | kiesett                                                | kiesett           | kiesett                                         | kiesett                                                     | kiesett           |          |
| Gombás Bálint  | 66 kg       | Anthony De Angelis · Lettország · 002(1)–001(2)       | Obid Dzhebov · Tádzsikisztán · 000(1)–110(2)                   | kiesett                                       | kiesett                                                | kiesett           | kiesett                                         | kiesett                                                     | kiesett           |          |
| Szegedi Dániel | 73 kg       | Joan-Benjamin Gaba · Franciaország · 000(0)–101(1)    | kiesett                                                        | kiesett                                       | kiesett                                                | kiesett           | kiesett                                         | kiesett                                                     | kiesett           |          |
| Szabó Áron     | 73 kg       | Lavjargalyn Ankhzayaa · Mongólia · 000(2)–001(2)      | kiesett                                                        | kiesett                                       | kiesett                                                | kiesett           | kiesett                                         | kiesett                                                     | kiesett           |          |
| Ungvári Attila | 81 kg       | João Fernando · Portugália · 000(2)–010(1)            | kiesett                                                        | kiesett                                       | kiesett                                                | kiesett           | kiesett                                         | kiesett                                                     | kiesett           |          |
| Tóth Botond    | 81 kg       | erőnyerő                                              | Victor Sterpu · Moldova · 000(0)–100(0)                        | kiesett                                       | kiesett                                                | kiesett           | kiesett                                         | kiesett                                                     | kiesett           |          |
| Sáfrány Péter  | 90 kg       | Erlan Sherov · Kirgizisztán · 001(2)–101(0)           | kiesett                                                        | kiesett                                       | kiesett                                                | kiesett           | kiesett                                         | kiesett                                                     | kiesett           |          |
| Nerpel Gergely | 90 kg       | erőnyerő                                              | Yahor Varapayeu · Fehéroroszország · 000(0)–100(1)             | kiesett                                       | kiesett                                                | kiesett           | kiesett                                         | kiesett                                                     | kiesett           |          |
| Vég Zsombor    | 100 kg      | erőnyerő                                              | Ilia Sulamanidze · Grúzia · 000(0)–002(1)                      | kiesett                                       | kiesett                                                | kiesett           | kiesett                                         | kiesett                                                     | kiesett           |          |

### Női
| Versenyző         | Versenyszám | Selejtező                                          | 32-es főtábla                                         | Nyolcaddöntő                                           | Negyeddöntő                                   | Elődöntő          | Vigaszág elődöntő                           | Bronz- mérkőzés                             | Döntő             | Helyezés                 |
| Versenyző         | Versenyszám | Ellenfél Eredmény                                  | Ellenfél Eredmény                                     | Ellenfél Eredmény                                      | Ellenfél Eredmény                             | Ellenfél Eredmény | Ellenfél Eredmény                           | Ellenfél Eredmény                           | Ellenfél Eredmény | Helyezés                 |
| ----------------- | ----------- | -------------------------------------------------- | ----------------------------------------------------- | ------------------------------------------------------ | --------------------------------------------- | ----------------- | ------------------------------------------- | ------------------------------------------- | ----------------- | ------------------------ |
| Szeleczki Szabina | 48 kg       | Eva Pérez · Spanyolország · 011(2)–000(1)          | Catarina Costa · Portugália · 010(1)–000(1)           | Lin Csen-hao (Lin Chen-hao) · Tajvan · 000(0)–111(1)   | kiesett                                       | kiesett           | kiesett                                     | kiesett                                     | kiesett           |                          |
| Kőszegi Rebeka    | 48 kg       | erőnyerő                                           | Koga Vakana · Japán · 001(0)–100(0)                   | kiesett                                                | kiesett                                       | kiesett           | kiesett                                     | kiesett                                     | kiesett           |                          |
| Pupp Réka         | 52 kg       | erőnyerő                                           | Evelyn Beaton · Kanada · 100(0)–000(0)                | Mukhayyo Akhmatova · Üzbegisztán · 022(0)–000(0)       | Distria Krasniqi · Koszovó · 000(1)–011(2)    |                   | Omori Kiszumi · Japán · 000(0)–100(0)       | kiesett                                     |                   | 7.                       |
| Gyertyás Róza     | 52 kg       | erőnyerő                                           | Ayumi Leiva Sanchez · Spanyolország · 100(2)–000(3)   | Lkhagvasürengiin Sosorbaram · Mongólia · 100(2)–000(3) | Mascha Ballhaus · Németország · 000(2)–100(0) |                   | Kelly Deguchi · Kanada · 010(1)–000(2)      | Ariane Toro · Spanyolország · 020(0)–000(0) |                   | 3. helyezett, bronzérmes |
| Kovács Kitti      | 57 kg       | erőnyerő                                           | Tao Jü-jing (Tao Yuying) · Kína · 010(1)–000(2)       | Shukurjon Aminova · Üzbegisztán · 000(3)–100(2)        | kiesett                                       | kiesett           | kiesett                                     | kiesett                                     | kiesett           |                          |
| Varga Brigitta    | 63 kg       | Cindy Mera · Kolumbia · 001(1)–020(1)              | kiesett                                               | kiesett                                                | kiesett                                       | kiesett           | kiesett                                     | kiesett                                     | kiesett           |                          |
| Gercsák Szabina   | 63 kg       | Marjona Nurulloeva · Üzbegisztán · 020(1)–000(2)   | Adina Kochkonbaeva · Kirgizisztán · 022(0)–000(0)     | Friederike Stolze · Németország · 001(0)–000(0)        | Nauana Silva · Brazília · 000(1)–010(0)       |                   | Boldyn Gankhaich · Mongólia · 000(2)–001(1) | kiesett                                     |                   | 7.                       |
| Özbas Szofi       | 70 kg       | Darkhanbatbayaryn Yesüi · Mongólia · 020(0)–000(1) | Katarzyna Sobierajska · Lengyelország · 110(0)–000(1) | Ai Tsunoda · Spanyolország · 000(3)–100(1)             | kiesett                                       | kiesett           | kiesett                                     | kiesett                                     | kiesett           |                          |
| Czerlau Jennifer  | 70 kg       | Gabriella Willems · Belgium · 000(0)–001(0)        | kiesett                                               | kiesett                                                | kiesett                                       | kiesett           | kiesett                                     | kiesett                                     | kiesett           |                          |
| Sági Nikolett     | 78 kg       | erőnyerő                                           | Wang Chieh-hsi · Tajvan · 101(1)–000(0)               | Alice Bellandi · Olaszország · 000(1)–100(0)           | kiesett                                       | kiesett           | kiesett                                     | kiesett                                     | kiesett           |                          |

### Vegyes csapat
| Versenyző        | Súlycsoport    | Nyolcaddöntő                      | Negyeddöntő | Elődöntő          | Vigaszág elődöntő | Bronz- mérkőzés   | Döntő             | Helyezés |
| Versenyző        | Súlycsoport    | Olaszország · Eredmény            | Eredmény    | Ellenfél Eredmény | Ellenfél Eredmény | Ellenfél Eredmény | Ellenfél Eredmény | Helyezés |
| ---------------- | -------------- | --------------------------------- | ----------- | ----------------- | ----------------- | ----------------- | ----------------- | -------- |
| Szegedi Dániel   | Férfi 73 kg    |                                   | kiesett     | kiesett           | kiesett           | kiesett           | kiesett           |          |
| Szabó Áron       | Férfi 73 kg    |                                   | kiesett     | kiesett           | kiesett           | kiesett           | kiesett           |          |
| Sáfrány Péter    | Férfi 90 kg    |                                   | kiesett     | kiesett           | kiesett           | kiesett           | kiesett           |          |
| Nerpel Gergely   | Férfi 90 kg    | Kenny Komi Bedel 000(2)–001(0)    | kiesett     | kiesett           | kiesett           | kiesett           | kiesett           |          |
| Vég Zsombor      | Férfi +90 kg   | Gennaro Pirelli 000(0)–001(0)     | kiesett     | kiesett           | kiesett           | kiesett           | kiesett           |          |
| Balogh János     | Férfi +90 kg   |                                   | kiesett     | kiesett           | kiesett           | kiesett           | kiesett           |          |
| Pupp Réka        | Női 57 kg      | Odette Giuffrida 000(2)–100(0)    | kiesett     | kiesett           | kiesett           | kiesett           | kiesett           |          |
| Kovács Kitti     | Női 57 kg      |                                   | kiesett     | kiesett           | kiesett           | kiesett           | kiesett           |          |
| Özbas Szofi      | Női 70 kg      | Giorgia Stangherlin 100(2)–000(2) | kiesett     | kiesett           | kiesett           | kiesett           | kiesett           |          |
| Czerlau Jennifer | Női +70 kg     | Alice Bellandi 000(3)–000(0)      | kiesett     | kiesett           | kiesett           | kiesett           | kiesett           |          |
| Sági Nikolett    | Női +70 kg     |                                   | kiesett     | kiesett           | kiesett           | kiesett           | kiesett           |          |
| Csapateredmény   | Csapateredmény | 1–4                               | kiesett     | kiesett           | kiesett           | kiesett           | kiesett           |          |